# Tolmerus mongolicus
Tolmerus mongolicus là một loài ruồi trong họ Asilidae. Tolmerus mongolicus được Moucha & Hradský miêu tả năm 1966. Loài này phân bố ở vùng Cổ Bắc giới và châu Á.